# وليام فرانكينا
وليام كلاس فرانكينا (بالإنجليزية: William Frankena) (21 يونيو 1908 - 22 أكتوبر 1994) كان فيلسوفًا أخلاقيًا أمريكيًا. وكان عضوًا في قسم الفلسفة في جامعة ميشيغان لمدة 41 عامًا (1937-1978)، ورئيسًا لذلك القسم لمدة 14 عامًا (1947-1961).

## حياته
هاجر والده ووالدته إلى الولايات المتحدة في فترة المراهقة، إذ هاجر والده في عام 1892، ووالدته في عام 1896 من مقاطعة فرايزلاند في شمالي هولندا. كان فرانكينا الطفل الأوسط من بين ثلاثة أطفال، وُلد في بلدة مانهاتن، في ولاية مونتانا، وترعرع في مجتمعات هولندية صغيرة في مونتانا وغربي ميشيغان، وكان يتحدث اللغة الفريزية الغربية والهولندية. في المدرسة الابتدائية، تمت أنجلزة اسمه الأول ويبي ليصبح وليام، لكن عائلته وأصدقاءه كانوا ينادونه بيل. فارقت والدته الحياة في التاسعة من عمره. تخرج في عام 1926 في ثانوية هولاند كرستيان في مدينة هولاند بولاية ميشيغان. بعد تركه الزراعة، كرس والده نيكولاس أ. فرانكينا (1875-1955) باقي حياته للمنصب الانتخابي في مدينة زيلاند بولاية ميشيغان، حيث كان يشغل منصب العمدة فضلًا عن خدمته بصفته رئيسًا في الكنيسة المسيحية الإصلاحية في أمريكا الشمالية التي أسسها مهاجرون هولنديون كالفينيون.
في عام 1930، حصل فرانكينا على شهادة البكالوريوس في اللغة الإنجليزية والفلسفة من كلية كالفن المتخصصة في الفنون الليبرالية التابعة للكنيسة المسيحية الإصلاحية ودرس فيها مع الفيلسوف وليام هاري جيليما (1893-1982). حصل فرانكينا بعد ذلك على شهادة الماجستير من جامعة ميشيغان (1931)، وحينها كان كلًّ من الفيلسوف سي. هارولد لانغفورد (1895-1964)، والبروفيسور دويت إتش. باركر (1885-1949)، والفيلسوف روي وود سيلارز (1880-1973) في قسم الفلسفة. بعد ذلك حاز فرانكينا على شهادة الماجستير مرة أُخرى وشهادة الدكتوراه في عام 1937 من جامعة هارفارد حيث درس هناك مع الفيلسوف كلارنس إرفينغ لويس، ورالف بيري، وألفريد نورث وايتهيد، فضلًا عن دراسته مع جورج إدوارد مور وتشارلي دانبار برود في جامعة كامبريدج في بريطانيا في فترة كتابته أطروحة الدكتوراه. عُنونت أطروحة الدكتوراه خاصته بـ «الحدسية الحديثة في الأخلاقيات البريطانية» التي كانت تركز على أعمال مور. أضحى فرانكينا ذائع الصيت في مجال الفلسفة عقب نشر بحثه الأول بعنوان «مغالطة المذهب الطبيعي» في عام 1939، فضلًا عن تدريسه التاريخ الأمريكي في جامعة ميشيغان خلال فترة الحرب العالمية الثانية.
تعرف فرانكينا على زوجته المستقبلية سادي في أثناء دراستهما معًا في جامعة كالفن. في الفترة الممتدة بين عامي 1928-1929، كانت سادي تشغل منصب رئيس النادي الشرعي (للخطب والمناقشات) ورئيس المراجعة الأدبية لجامعة كالفن، وكان فرانكينا مدير الأعمال في ذلك النادي فضلًا عن كونه محررًا مساعدًا في مجال المراجعة الأدبية. استمرت حياتهما الزوجية لمدة أربعة وأربعين عامًا حتى ممات سادي في عام 1978. كانت عائلة فرانكينا كبيرة إذ كان لديه ولدان وأربعة أحفاد وأربعة أبناء للأحفاد.
درّس فرانكينا وصديقه بول هينل العديد من طلاب ميشيغان الفلسفة بشكل مبسط وتاريخي. كان فرانكينا يُجري قراءاته وكتاباته الفلسفية في منزله على مكتب صُنعّ في نحو عام 1870، وعندما كان ينوي كتابة بحث فلسفي يرسم الخطوط العريضة بشكل مفصل يتضمن نقاطًا مختصرة جدًا عن كل المواضيع والمفاصل، وكان يستخدم القلم الميكانيكي بخط يده إذ لم يستخدم آلة الكتابة أو جهاز الحاسوب. كان فرانكينا يشعر بالاعتزاز الكبير حيال مناقشاته مع الفلاسفة الأخلاقيين في الولايات المتحدة وأوروبا الغربية. جُمعت بحوث فرانكينا الفلسفية في مكتبة بنتلي التاريخية في جامعة ميشيغان، أما كتبة الفلسفية فقد جُمعت في مكتبة تانير الفلسفية في قاعة آنجيل في جامعة ميشيغان.

## الخدمة المهنية والتقدير
في فترة توليه لرئاسة قسم الفلسفة في جامعة ميشيغان، سخّر فرانكينا الكثير من وقته من أجل خدمة الجامعة ومهنة الفلسفة. عُرف بسعيه من أجل الحرية الأكاديمية خلال حقبة مكارثي.
بعد تلك الفترة حصل فرانكينا على متسع من الوقت لتأليف الكتب والمقالات. خلال مسيرته المهنية ترأس مجلس موظفي الجمعية الفلسفية الأمريكية، وكان رئيسًا لمجلس الدراسات الفلسفية، ورئيسًا للقسم الغربي من الجمعية الفلسفية الأمريكية، وعضوًا في الأكاديمية الأمريكية للعلوم والفنون، والأكاديمية الوطنية للتعليم، وحاز على زمالة غوغنهايم، وزمالة من مركز الدراسات المتقدمة في العلوم السلوكية، وزمالة المؤسسة الوطنية للعلوم الإنسانية، فضلًا عن حصوله على زمالة روكفيلر. كان له دور فعال أيضًا في لجان فاي بيتا كابا، وفي عام 1974 ألقى محاضرات بول كاروس الفخرية في الجمعية الفلسفية الأمريكية بعنوان «ثلاثة أسئلة حول الأخلاق». أطلقت كلية كالفن لقب الخريج المتميز على فرانكينا في عام 1984. حصل على جائزة إنجاز التميّز من جامعة ميشيغان ونال لقب روي وود سيلارز الأستاذ الجامعي المتميز في الفلسفة والمحاضر المتميّز الأول في كلية الآداب والعلوم والفنون في ميشيغان.

## إرثه
كتب أحد أعضاء قسم الفلسفة في جامعة ميشيغان مقالًا تذكاريًا مبينًا فيه الآتي: «إن مساهمات فرانكينا في مجال الفلسفة الأخلاقية والمواضيع المتعلقة بها كبيرة مثل مساهمات أي شخص آخر من المهيمنين في مجال الأخلاق بالنسبة للناطقين بالإنجليزية، منذ نهاية الحرب العالمية الثانية حتى ثمانينيات القرن العشرين. ساهم في مجال ما وراء الأخلاق، وتاريخ الأخلاق، والنظرية الأخلاقية المعيارية، والتعليم الأخلاقي، وعلم النفس الأخلاقي، والأخلاق التطبيقية، والأخلاق الدينية وفلسفة التعليم؛ كانت طريقة وجودة فلسفته الأخلاقية فريدة من نوعها». عند تقاعد فرانكينا وحصوله على اللقب الفخري في عام 1978، كتب أعضاء مجلس الجامعة: «كان فرانكينا معروفًا حقًا في مجال تاريخ الأخلاق، الاختصاص الذي كان يُعرف فرانكينا بأنه الأكثر براعة على الإطلاق فيه». في يوليو من عام 1981، خصصت مجلة ذا مونيست عددًا خاصًا بعنوان «فلسفة وليام فرانكينا».
خصّصت الجامعة كرسي شرف لكل من كارل هيمبل ووليام فرانكينا بصفتهما أستاذين متميزين، فضلًا عن تخصيص جائزة سنوية تحمل اسم «جائزة وليام فرانكينا» تُقدّم للطالب الحاصل على درجة الامتياز في الفلسفة.

## مؤلفات مختارة
- الأخلاق، 1963، 1973 (الطبعة الثانية). في عام 1976، كتب فرانكينا عن هذا الكتاب: « لقد استنبطت أخيرًا الخطوط العريضة لنظرية أخلاقية وإن كان بشكل بدائي، لكل من ما وراء الاخلاق والمعيارية. مع هذا فإنها العرض الأشمل والمنهجي لاحتواء فلسفتي الاخلاقية بأكملها». (غودباستر، عام 1976، الفصل السابع عشر).
- فلسفة التعليم، 1965.
- ثلاثة فلسفات تاريخية للتعليم: أرسطو، وكانت، وديوي، 1965.
- قراءات تمهيدية في الأخلاق، وليام فرانكينا وغرانروز، 1974.
- وجهات نظر حول الأخلاق: مقالات كتبها وليام فرانكينا، وغودباستر، 1976. كتب فرانكينا الفصل السابع عشر من هذا المجلد الذي يحتوي مراجعة زمنية لفكر وكتابات فرانكينا حول الفلسفة الأخلاقية حتى منتصف سبعينيات القرن العشرين، ويحتوي هذا المجلد على مؤلفاته خلال عام 1975.
- ثلاثة أسئلة حول الأخلاق،1974 محاضرات كاروس 1980.
- التفكير حول الأخلاق، 1980، هي سلسلة محاضرات ألقاها فرانكينا وكانت توسيعًا للقب التميّز بصفته عضوًا في هيئة التدريس في جامعة ميشيغان.